# Leptoscapha
Leptoscapha là một chi ốc biển, là động vật thân mềm chân bụng sống ở biển trong họ Volutidae.

## Các loài
Các loài thuộc chi Leptoscapha bao gồm:
- Leptoscapha crassilabrum (Tate, 1889)[2]